# Leningrad Cowboys
Leningrad Cowboys is de Finse band die de hoofdrol speelt in drie films van de Finse regisseur Aki Kaurismäki: Leningrad cowboys go America (1989), Total balalaika show (1993) en Leningrad Cowboys meet Moses (1994). Leningrad Cowboys zijn bekend door hun wilde kapsels en humoristische teksten en doordat ze samen met het Russische Alexandrov Ensemble hebben opgetreden. Dit optreden heet Total Balalaika Show en is vastgelegd en uitgegeven. Leningrad Cowboys go America is de eerste film die Kaurismäki buiten Finland heeft gemaakt. Daarna volgden er meer, zoals I hired a contract killer (1990) en Le havre (2011).

## Het verhaal
Het verhaal van de Leningrad Cowboys wordt in twee films verteld. In het eerste deel Leningrad Cowboys go America laat de band in hun Siberische geboortedorp een lied horen aan een Rus, maar deze ziet geen potentie in de band. Hij raadt de bandmanager Vladimir aan om het in Amerika te proberen. Daarop vertrekt de band direct met tractors over bevroren platteland op weg naar Amerika. Ze nemen het bandlid mee, dat de voorgaande avond tijdens het repeteren was bevroren op het land. Ook de stomme dorpsgek Igor (Matti Pellonpää) gaat mee. Hij wil graag bij de band horen, maar hij heeft geen lange kuif of lange puntschoenen. Vanaf het moment dat de bandleden in het vliegtuig naar Amerika stappen, moeten ze Engels spreken. Dit doen ze tijdens de rest van de films, maar wel met een Russisch accent. In Amerika krijgen ze te horen dat hun stijl niet in Amerika gewaardeerd zal worden en hen wordt aangeraden naar Mexico te gaan. Daar ontwikkelt hun stijl zich van Russisch folk, naar countrymuziek en rock-'n-roll. Vladimir is alleen uit op geld en is niet solidair met de bandleden. Voor zichzelf koopt hij lekker eten en bier, terwijl de Leningrad Cowboys honger lijden. Als hun geduld op is, binden de muzikanten hem vast in de auto. Kort daarop wordt hij alweer losgemaakt en krijgt Vladimir een driftbui. De Leningrad Cowboys spelen op een Mexicaanse bruiloft en het ontdooide bandlid speelt mee op zijn gitaar. Vladimir trekt alleen de woestijn in.
In het tweede deel, Leningrad Cowboys meet Moses, is er vijf jaar verstreken en hebben de bandleden zich na een periode van succes gestort op de tequila. Het aantal bandleden is verminderd door de gevolgen van de sterke drank. Hun manager komt terug in beeld en stelt zich voor als Moses. Het verschil met Vladimir is dat Moses een baard heeft en regelmatig citaten uit de Bijbel noemt. De manager vervalt in zijn oude gewoonte de financiële opbrengst na de optredens niet te delen en de muzikanten te laten leven van uien en bier. Het vertrouwen in de manager loopt wederom een deuk op, maar ze gaan gezamenlijk verder. Moses zegt dat hij de band uit dit Sodom en Gomorra (New York) via Frankrijk, Duitsland, Tsjechië en Polen terug naar het beloofde land (hun geboortedorp) zal brengen als de bandleden precies doen wat hij zegt. Hij stuurt de Leningrad Cowboys alvast vooruit in een zeilboot, terwijl hij de neus van het Vrijheidsbeeld steelt en meeneemt op de vleugel van het vliegtuig. De manager heeft ervoor gezorgd dat de band wordt aangevuld met vijf broers uit het Rode Leger. De neus blijft in het bezit van de band tot in hun geboortedorp in Siberië. De manager/Moses/Vladimir verlaat de band bij de Russische grens met als argument dat Moses ook nooit het beloofde land bereikte.

## Bandleden en personages

### Bandleden
Huidige bandleden:
- Ville Tuomi (zang)
- Sakke Järvenpää (zang)
- Tume Uusitalo (zang en gitaar)
- Varre Vartiainen (gitaar)
- Pauli Hauta-Aho (gitaar)
- Sami Järvinen (drum)
- Timo Tolonen (bas)
- Okke Komulainen (keyboard)
- Pemo Ojala (trompet)
- Pope Puolitaival (saxofoon)
- Jay Kortehisto (trombone)
- Anna Sainila (danseres)
- Hanna Moisala (danseres)

Vroegere bandleden:
- Mato Valtonen zang (1986–1997)
- Nicky Tesco zang (1986–1989)
- Silu Seppälä basgitaar (1989–2000)
- Mauri Sumén Keyboard (1989–2006)
- Puka Oinonen gitaar (1989)
- Pimme Korhonen drum (1989)
- Sakari Kuosmanen zang (1989)
- Pekka Virtanen gitaar (1989)
- Ben Granfelt gitaar (1992–1996)
- Esa Niiva saxofoon (1994–1996)
- Teijo "Twist Twist" Erkinharju drum (1994–2000)
- Jore Marjaranta zang (1994-1996)
- Vesa Kääpä gitaar (1996–2000)
- Mari Hatakka Go-Go danser & zang (1996–2000)
- Tiina Isohanni Go-Go danser & zang (1996–2000)
- Tatu Kemppaninen gitaar (1997)
- Veeti Kallio zang (1997)
- Tipe Johnson zang (1998–2010)
- Ykä Putkinen gitaar (2000)
- Antti Snellman saxofoon (2000)
- Marzi Nyman gitaar & zang (2003–2006)
- Juuso Hannukainen percussie (2003)
- Sami Järvenpää zang (2003)
- Petri Puolitaival tenorsaxofoon & zang (2006)

### Personages
De manager Vladimir (gespeeld door Matti Pellonpää) is als een landheer in de Sovjet-Unie, de bandleden zijn de boeren en de dorpsgek is de slaaf.
Vladimir is niet solidair en denkt vooral aan het geld dat de band verdient met optredens en geeft zichzelf een vorstelijke maaltijd, terwijl de bandleden uien moeten eten. ‘’Jesus saves, Moses invests,’’ zegt Vladimir in deel twee.
De stomme (gespeeld door Kari Väänänen) heeft geen vetkuif of lange puntschoenen, maar wil wel graag bij de broers horen. Aan zijn uiterlijk is te zien dat hij geen familie is van ze, maar hij voelt zich wel verbonden met hen. Hij is snel emotioneel en wordt gezien als slaaf van de band.
De CIA-agent in deel twee krijgt drie namen: Johnson is zijn naam als CIA agent, Lazar is zijn naam in Frankrijk en Elijah is zijn naam nadat hij zich heeft bekeerd. De hele film streeft hij ernaar de gestolen neus terug te brengen naar Amerika.

## Ontvangst
De films van Leningrad Cowboys zijn zowel op websites als in kranten beschreven en gerecenseerd, maar de films hebben geen prijzen gewonnen.
Leningrad Cowboys go America - Op 10 juli 1991 kwam de eerste film van Leningrad Cowboys op MTV-2. Dit trok 412.000 kijkers. Op de International Movie Database (IMDb) heeft Leningrad Cowboys go America van 3438 mensen gemiddeld een 6,7 (op schaal van 10) gekregen als beoordeling. In totaal hebben 50 mensen een review geschreven.
Op de internationale filmwebsite Rotten Tomatoes, waar mensen net als op IMDb recensies kunnen schrijven en de film punten kunnen toekennen, hebben vijf mensen de moeite genomen Leningrad Cowboys go America te recenseren en 1732 mensen hebben de film beoordeeld met gemiddeld een 3,9 op schaal van 5.
Leningrad Cowboys meet Moses - De tweede film trok op 12 april 1996 op TV-1 110.000 kijkers Voor deze film hebben op IMDb 661 mensen gemiddeld een 5,3 gegeven en hebben in totaal 15 mensen de moeite genomen een review te schrijven.
Op de website Rotten Tomatoes heeft nog niemand een recensie geschreven voor deze tweede film. 325 mensen hebben de film met gemiddeld een 3,3 (op schaal van 5) beoordeeld.

### In Finland
Leningrad Cowboys go America was populairder buiten Finland dan in Finland: in Duitsland had de film meer dan 200.000 kijkers. Na de film kreeg de band vooral in Duitsland een reputatie en mogelijkheden om optredens te geven.
Filmwetenschappen Sakari Toiviainen schrijft dat Leningrad Cowboys go America een film is die de Finse identiteit aan de kaak stelt tussen de twee grote culturele oostelijke en westelijke grootmachten. Door de reizende Russische band krijgt Kaurismäki de gelegenheid om zijn visie te tonen op de Europese Unie in de jaren ’90. De westelijke culturele erfenis komt naar voren via citaten uit de Bijbel, uit het Communistisch Manifest en de verwijzing naar de avonturen in de Odyssee van Homeros.
Het optreden op het Senaatsplein in Helsinki (1993) door de uit een klein marginaal land afkomstige rockband staat symbool voor de Sovjet-Unie, de ineenstorting van het systeem, de openheid, parodie en het diepe gevoel van de jeugd, de officiële gezichten van de natie en een werkelijke gezamenlijke droom. De ‘vreedzame co-existentie’ was een praktische oplossing, waarin vreemde muziek en tradities in een kort helder moment samenkwamen.

### In Amerika
De films over de Leningrad Cowboys zijn in Amerika onder andere door de Amerikaanse recensent Vincent Canby van de The New York Times gerecenseerd op 9 november 1990.
Canby schrijft dat het hem opvalt dat de film Amerika laat zien ‘door de ogen van een Fin die nooit zijn thuisland heeft verlaten’. Ook al was de film opgenomen op herkenbare locaties in New York - elke plaats lijkt op Finland. De enkele olieraffinaderij, de alomtegenwoordige suburbs en zelfs de uit Louisiana afkomstige moerassige rivierarmen kunnen de waarheid niet verbergen. Dit is de wereld die de Leningrad Cowboys hebben verlaten. ‘Leningrad Cowboys is geen gewone road movie,’ schrijft Canby in de New York Times. ‘Het vermijd grondig sociologie, makkelijke grappen en zelfs ironie. Het is een road-comedy die zo kalm en ontspannen is, dat hardop lachen hopeloos misplaatst zou zijn.’ Canby ziet in Kaurismäki een zaaiende Europese filmmaker van de jaren 90. ‘Zijn films zien alles, maar lijken niets te onthullen. Ze weigeren verrast te zijn of een kant te kiezen.’

## Muziekvideo's en andere films
Muziekvideo’s:
- Jupiter Calling (1996)
- Leningrad (1996)
- Where`s The Moon (1996)
- Happy Being Miserable (2000)[12] werd in 2000 een 3FM Megahit.
- You`re My Heart, You`re My Soul (2006)
- All We Need is Love (2011)
- Gimme Your Sushi (2011)

Leningrad Cowboys spelen in onderstaande films:
- Rocky VI (Aki Kaurismäki, 1986) (Parodie)
- Thru The Wire (Aki Kaurismäki, 1987)
- L.A. Woman (Aki Kaurismäki, 1988)
- Leningrad Cowboys Go America (Aki Kaurismäki, 1989)
- Those Were The Days (Aki Kaurismäki, 1991)
- These Boots (Aki Kaurismäki, 1992)
- Total Balalaika Show (Aki Kaurismäki, 1993)
- Leningrad Cowboys Meet Moses (Aki Kaurismäki, 1994)
- LA Without a Map (Mika Kaurismäki, 1998)

## Muziek
De band Leningrad Cowboys is opgericht door twee Finse punkmuzikanten van de band Sleepy Sleepers. Deze band is gestopt in 1989 en de twee muzikanten gingen verder in de band rockband Leningrad Cowboys. Deze twee punkmuzikanten, Sakka Järvenpää en Mato Valtonen hebben Aki Kaurismäki gevraagd om hun eerste muziekvideo Rocky VI te regisseren. Na nog een paar kortfilms van Leningrad Cowboys, besloot Kaurismäki een film te maken van de band. Dit werd het eerste deel. De initiatiefnemers Sakka Järvenpää en Mato Valtonen spelen ook in de films.

### Stijl en soort
In het begin van de Leningrad Cowboys go America speelt de band vooral Russische volksmuziek. Later in de film verandert hun stijl in hardrock. Hun muziek is een combinatie van verschillende muziekstijlen, onder andere hardrock, heavy metal, reggae en rock-'n-roll.
In de films staan de Leningrad Cowboys uitdrukkingloos op de podiums, wanneer ze deze muziek spelen. Bij de live optredens zijn ze energieker.

### Cd's uitgebracht
- 1988 – Leningrad Cowboys go America
- 1992 – We cum from Brooklyn
- 1993 – Live in Prowinzz
- 1993 - Leningrad Cowboys & The Alexandrov Red Army Ensemble: Total Balalaika Show – Helsinki Concert (dubbel-cd)
- 1994 - Leningrad Cowboys & The Alexandrov Red Army Ensemble: Happy together
- 1996 – Leningrad cowboys go space
- 1997 – Mongolian barbecue
- 2000 – Terzo mondo
- 2003 – Global balalaika show (dubbel-cd)
- 2006 – Zombies paradise
- 2011 – Buena vodka social club